# Jessie Pope
Jessie Pope (Leicester, 18 de marzo de 1868 - Devon, 14 de diciembre de 1941) fue una poeta, escritora y periodista inglesa, conocida sobre todo por sus poemas patrióticos publicados durante la Primera Guerra Mundial. El poeta y soldado Wilfred Owen dedicó en 1917 su poema Dulce et Decorum est a Pope, cuya reputación literaria se ha desvanecido mientras que la de otros poetas de guerra, como Owen y Siegfried Sassoon ha aumentado.

## Primeros años
Nacida en Leicester, se educó en la North London Collegiate School. Escribió con regularidad en Punch, The Daily Mail y The Daily Express, así como en Vanity Fair, Pall Mall Magazine y el Windsor.

### Editora de contenidos
Una contribución menos conocida de ella a la literatura fue el descubrimiento de la novela The Ragged Trousered Philanthropis de Robert Tressell, cuando tras la muerte de este su hija le habló del manuscrito. Pope lo recomendó a su editor, quien a su vez le encomendó a ella abreviarlo antes de su publicación. El resultado fue una tragedia estándar sobre la clase trabajadora que expurgó el contenido socialista original de la novela.

### En verso
Otros trabajos incluyen Paper Pellets (1907), una antología de versos humorísticos. También escribió versos para niños, como The Cat Scouts (Blackie, 1912) y el siguiente elogio para su amigo, Bertram Fletcher Robinson (publicado en el Daily Express el sábado 26 de enero de 1907):

Good Bye, kind heart; our benisons preceding,
Shall shield your passing to the other side.
The praise of your friends shall do your pleading
In love and gratitude and tender pride.
To you gay humorist and polished writer,
We will not speak of tears or startled pain.
You made our London merrier and brighter,
God bless you, then, until we meet again!

## Poesía de guerra
La poesía de guerra de Pope se publicó originalmente en The Daily Mail; en ella animaba al alistamiento y a la entrega de una pluma blanca (símbolo de cobardía) a los jóvenes que no se unieran a la causa. Hoy en día, esta poesía está considerada como jingoística, hecha a base de rima y ritmos sencillos, con uso extenso de cuestiones retóricas para persuadir (y a veces presionar) a los jóvenes a fin de que marcharan a la guerra. Este extracto de The red crashing game of a fight?

Who’ll grip and tackle the job unafraid?
And who thinks he’d rather sit tight?

Otros poemas, como The Call (1915) –"¿Quién está en la trinchera? ¿Estás tú, muchacho?" – expresaban los mismos sentimientos. Pope publicó mucho durante la guerra, ya que aparte de los aparecidos en el periódico realizó tres volúmenes: Jessie Pope's War Poems (1915), More War Poems (1915) y Simple Rhymes for Stirring Times (1916).

### Crítica
Su tratamiento del tema es marcadamente opuesto al de los poetas soldado como Owen y Siegfried Sassoon. Muchos de estos hombres, Owen en particular, encontraban su trabajo detestable. El poema de Owen Dulce et Decorum, fue originalmente dedicado "A Jessie Pope, etc." como respuesta directa a su escritura. Un borrador más tardío lo enmendó a "A una cierta poetisa", para después quitarlo del todo y convertir el poema en un reproche general a cualquier simpatizante de la guerra.
Pope es recordada sobre todo por su poesía de guerra, pero también como representativa de las mujeres propagandistas del frente en casa, Mrs. Humphry Warda, May Wedderburn Cannan y Emma Orczy entre otras, y artistas como Vesta Tilley. En particular el poema "Chicas de la guerra", similar en estructura a su poesía en pro de la guerra, declara que "Ya no están enjauladas o encerradas / van a seguir tirando del carro / hasta que los chicos de caqui regresen marcando el paso".  A pesar de que durante mucho tiempo fueron desconocidos, los poetas de la guerra como Nichols, Sassoon y Owen, así como escritores posteriores como Edmund Blunden, Robert Tumbas, y Richard Aldington, llegaron para explicar la experiencia de la Primera Guerra Mundial.

### Revaluación
El trabajo de Pope es hoy a menudo presentado en escuelas y antologías como contrapunto al trabajo de los Poetas de la Guerra, una comparación por la que sus trabajos en favor de la guerra sufre técnica y políticamente. Algunos escritores han intentado un revaluación parcial de su trabajo como una pionera en el campo de las mujeres inglesas en el mundo del trabajo, a la vez que critican tanto el mérito artístico como el contenido de su poesía de guerra. Teniendo en cuenta que Pope fue primero humorista y escritora de versos ligeros, su éxito en el campo editorial y del periodismo durante el periodo prebélico, cuando era considerada como "la humorista más importante" de su tiempo, ha sido oscurecido por su poemas propagandísticos de guerra. Sus versos se minan para hacer retratos empáticos de pobres y faltos de poder, y para instar a las mujeres a ser fuertes y autosuficientes.  Su retrato de las sufragistas en un par de poemas de 1909 sirven como argumento a favor y en contra de sus acciones.

## Años posteriores
Después de la guerra, Pope continuó escribiendo, el manuscrito de una novela corta, poemas—muchos de los cuales continuaron reflejando la guerra y sus consecuencias—y libros para niños. Se casó con un viudo, director de banco, en 1929 a la edad de 61 años, y se mudó de Londres a Fritton, cerca de Great Yarmouth. Murió el 14 de diciembre de 1941 en Devon.